# اللواء 133 مشاة (اليمن)
اللواء 133 مشاة هو لواء مشاة يمني يتبع المنطقة العسكرية السادسة ويتمركز في محافظة صعدة.

## قادة اللواء
| # | الاسم            | بداية | نهاية | ملاحظة |
| - | ---------------- | ----- | ----- | ------ |
| 1 |                  |       |       |        |
|   | عبدالكريم العرار |       |       |        |